# Zygmunt Turno
Zygmunt Turno ze Stręczna herbu własnego (ur. 1698, zm. 7 sierpnia 1761) – podstoli kaliski, stolnik poznański, a przy tym odznaczający się wojskowy: pułkownik, następnie generał adiutant królewski.

## Życiorys
Syn Jana Kazimierza Turno (1660-1720) i Marianny z Łakińskich herbu Pelikan (1670-1742). Miał siostry: Antoninę Szołdrską i Małgorzatę Swinarską oraz braci: Stefana Hieronima opata przemęckiego, Antoniego dworzanina królewskiego, Macieja jezuitę i Jana stolnika kaliskiego, kawalera orderu św. Stanisława.
Wychowany mało łagodnie, od wczesnego wieku przyzwyczajany do żołnierskiego trybu życia. Początkowo pod rządami Augusta II Mocnego, później uczestnik dworu Stanisława Leszczyńskiego jako doświadczony znawca i zarządca w jego obozie, w końcu u Augusta III Sasa, którego został nawet adiutantem, z całym wojskiem królewskim lojalnie i wiernie służył, uzyskując w 1754 roku stopień generała-majora – jak uzasadniono nominację – dzięki cnocie Marsa.
Od około 1750 roku żonaty z Krystyną Katarzyną Szembekówną, córką kasztelana nakielskiego Antoniego Szembeka i Franciszki Iwańskiej – kasztelanki brzeskokujawskiej, z którą doczekał się czterech córek i trzech synów, w tym: Ksawery za Michałem Walewskim oraz Salomei za Michałem Szymanowskim, zmarłych bezdzietnie Józefa i Franciszka, a także Stefana – rotmistrza kawalerii narodowej, kawalera orderu św. Stanisława.